# Bill Nickson
William „Bill“ Nickson (* 30. Januar 1953 in Liverpool) ist ein ehemaliger britischer Radrennfahrer und nationaler Meister im Radsport.

## Sportliche Laufbahn
William „Bill“ Nickson gewann als Amateur eine Reihe britischer Rennen. Sein erster bedeutender internationaler Erfolg war der Gewinn der Manx-Trophy 1974. Ebenfalls 1974 gewann er die nationale Meisterschaft im Straßenrennen der Amateure. 1974 fuhr er auch die Internationale Friedensfahrt, bei der er 33. im Gesamtklassement wurde. 1975 gewann er erneut die Manx-Trophy (auch Manx International), sowie zwei Etappen im britischen Milk-Race. Nickson wurde für die Olympischen Sommerspiele 1976 in Montreal nominiert, wo er im olympischen Straßenrennen beim Sieg von Bernt Johansson ausschied. Sein wichtigster Erfolg in jener Saison war der Gesamtsieg im Milk Race. Neben einer Reihe weiterer britischer Rennen siegte er unter anderem in dem traditionsreichen Lincoln Grand Prix.
1977 wurde er Berufsfahrer im Radsportteam TI-Raleigh, für das er auch die Tour de France bestritt. Er wurde auf der 17. Etappe mit weiteren 29 Fahrern wegen Überschreitung des Zeitlimits ausgeschlossen. 1980 wurde er nochmals britischer Meister, diesmal im Kriterium. 1981 gewann er die Meisterschaft im Straßenrennen der Profis vor Nigel Dean. Bis zum Ende seiner Laufbahn siegte Nickson noch bei einer Reihe von britischen Rennen und war nach der Anzahl der Siege einer der erfolgreichsten britischen Radprofis.